# Peter Punk
Peter Punk é uma banda  italiana de punk rock com influências de ska formada em Veneto, mais precisamente Roncade (Treviso) em 1999.

## Formação
- Nicolò Gasparini - vocal e guitarra
- Ettore Montagner - baixo
- Stefano Fabretti - guitarra
- Nicola Brugnaro - bateria

## Discografia

### Álbuns de estúdio
- 2000 - Peter Punk (Agitato Records)
- 2002 - Ruggine? (Agitato Records)
- 2004 - XI (Agitato Records)

### Álbuns split
- 2001 - Peter Punk vs. Moravagine (Agitato Records)

### Coletâneas
- 2003 - Sarò pornostar (Agitato Records)